# Jherson Vergara
Jherson Vergara Amú (Florida, 26 maggio 1994) è un ex calciatore colombiano, di ruolo difensore.

## Caratteristiche tecniche
Destro naturale e forte fisicamente, ricopre il ruolo di difensore centrale e, all'occorrenza, può essere schierato anche come terzino destro.

## Carriera

### Club
Dopo aver militato nelle giovanili del Deportes Quindío, nel 2011 viene prestato all'Universitario Popayán. Nella squadra di Popayán esordisce come professionista a 16 anni e vi resta per due anni e mezzo nei quali gioca 30 gare nella Categoría Primera B e altre 6 in Copa Colombia per un totale di 36 partite.
Dopo aver sostenuto le visite mediche nel maggio 2013, Vergara firma un contratto con il Milan fino al 30 giugno 2018, depositato nella sede della Lega Serie A il 1º luglio seguente. Il calciatore colombiano decide di indossare la maglia numero 33, con la quale non è però mai sceso in campo in gare ufficiali nella stagione 2013-2014. Il 23 gennaio 2014 viene ceduto al Parma, con la formula del prestito con diritto di riscatto della compartecipazione. Tra noie muscolari e qualche mese di panchina non riesce a esordire in Serie A, e a fine stagione fa ritorno al Milan. Viene ceduto poi in prestito annuale in Serie B all'Avellino il 9 luglio 2014. Fa il suo esordio in campionato il 20 settembre seguente al Francioni di Latina dove realizza il gol vittoria irpino. La rete realizzata al portiere dei pontini Simone Farelli è la prima rete di Vergara in un campionato professionistico.
Il 25 agosto 2015 passa in prestito con diritto di riscatto al Livorno, sempre in Serie B. Il calciatore non viene riscattato e svolge la preparazione estiva con i rossoneri prendendo parte alla tournée americana.
Il 31 agosto 2016 passa in prestito all'Arsenal Tula. A fine stagione ritorna al Milan, ma non viene comunque mai schierato rimanendo fuori rosa, pur avendo ancora un contratto valido sino al 30 giugno 2019.
Il 17 agosto 2018, ultimo giorno della sessione estiva di calciomercato, passa al Cagliari a titolo definitivo; nello stesso giorno viene girato in prestito secco all'Olbia ma dopo solo 3 presenze nella prima parte di stagione rientra dal prestito a gennaio al Cagliari.
A giugno 2020 ritorna all'Olbia per disputare i play out.
Il 10 marzo 2021 viene acquistato (da svincolato) dalla Vibonese. Il 27 gennaio 2022 rescinde consensualmente il proprio contratto con la squadra rossoblu.

### Nazionale
Disputa tutte le 9 partite con la Nazionale colombiana Under-17 nel corso del Campionato sudamericano Under-17 2011 in Ecuador.
Viene chiamato a rappresentare la Nazionale colombiana Under-20 per il Campionato sudamericano Under-20 2013, disputatosi in Argentina dal 9 gennaio al 3 febbraio, scegliendo di indossare la maglia numero 2. Nella competizione gioca 8 partite su 9 e segna l'ultimo gol per la Colombia, che decreta anche la vittoria della propria Nazionale nel torneo.
Tra maggio e giugno 2013 prende parte con la selezione Under-20 al Torneo di Tolone, dove disputa tutte le 5 partite della Colombia, sconfitta in finale dal Brasile, segnando anche 2 gol.
Nel giugno 2013 viene convocato per il Mondiale Under-20 in Turchia, dove è titolare nelle 4 gare disputate dalla propria Nazionale, eliminata negli ottavi di finale ai rigori dalla Corea del Sud.

## Statistiche

### Presenze e reti nei club
Statistiche aggiornate al 27 aprile 2022.
| Stagione                     | Squadra                      | Campionato                   | Campionato | Campionato | Coppe nazionali | Coppe nazionali | Coppe nazionali | Coppe continentali | Coppe continentali | Coppe continentali | Altre coppe | Altre coppe | Altre coppe | Totale | Totale |
| Stagione                     | Squadra                      | Comp                         | Pres       | Reti       | Comp            | Pres            | Reti            | Comp               | Pres               | Reti               | Comp        | Pres        | Reti        | Pres   | Reti   |
| ---------------------------- | ---------------------------- | ---------------------------- | ---------- | ---------- | --------------- | --------------- | --------------- | ------------------ | ------------------ | ------------------ | ----------- | ----------- | ----------- | ------ | ------ |
| 2011                         | Universitario Popayán        | B                            | 11         | 0          | CC              | 0               | 0               | -                  | -                  | -                  | -           | -           | -           | 11     | 0      |
| 2012                         | Universitario Popayán        | B                            | 15         | 0          | CC              | 5               | 0               | -                  | -                  | -                  | -           | -           | -           | 20     | 0      |
| gen.-giu 2013                | Universitario Popayán        | B                            | 4          | 0          | CC              | 1               | 0               | -                  | -                  | -                  | -           | -           | -           | 5      | 0      |
| Totale Universitario Popayán | Totale Universitario Popayán | Totale Universitario Popayán | 30         | 0          |                 | 6               | 0               |                    | -                  | -                  |             | -           | -           | 36     | 0      |
| 2013-gen. 2014               | Milan                        | A                            | 0          | 0          | CI              | 0               | 0               | UCL                | -                  | -                  | -           | -           | -           | 0      | 0      |
| gen.-giu. 2014               | Parma                        | A                            | 0          | 0          | CI              | 0               | 0               | -                  | -                  | -                  | -           | -           | -           | 0      | 0      |
| 2014-2015                    | Avellino                     | B                            | 14+1       | 1          | CI              | 1               | 0               | -                  | -                  | -                  | -           | -           | -           | 16     | 1      |
| 2015-2016                    | Livorno                      | B                            | 22         | 1          | CI              | 0               | 0               | -                  | -                  | -                  | -           | -           | -           | 22     | 1      |
| 2016-2017                    | Arsenal Tula                 | A                            | 18         | 0          | CR              | 0               | 0               | -                  | -                  | -                  | -           | -           | -           | 18     | 0      |
| 2017-2018                    | Milan                        | A                            | 0          | 0          | CI              | 0               | 0               | UEL                | -                  | -                  | -           | -           | -           | 0      | 0      |
| Totale Milan                 | Totale Milan                 | Totale Milan                 | 0          | 0          |                 | 0               | 0               |                    | -                  | -                  |             | -           | -           | 0      | 0      |
| 2018-gen. 2019               | Olbia                        | C                            | 3          | 0          | CI+CI-C         | 0+0             | 0               | -                  | -                  | -                  | -           | -           | -           | 3      | 0      |
| gen.-giu. 2019               | Cagliari                     | A                            | 0          | 0          | CI              | 0               | 0               | -                  | -                  | -                  | -           | -           | -           | 0      | 0      |
| giu. 2020                    | Olbia                        | C                            | 0          | 0          | CI+CI-C         | 0+0             | 0               | -                  | -                  | -                  | -           | -           | -           | 0      | 0      |
| Totale Olbia                 | Totale Olbia                 | Totale Olbia                 | 3          | 0          |                 | 0               | 0               |                    | -                  | -                  |             | -           | -           | 3      | 0      |
| mar.-giu. 2021               | Vibonese                     | C                            | 7          | 0          | CI              | 0               | 0               | -                  | -                  | -                  | -           | -           | -           | 7      | 0      |
| 2021-gen. 2022               | Vibonese                     | C                            | 15         | 1          | CI-C            | 1               | 0               | -                  | -                  | -                  | -           | -           | -           | 16     | 1      |
| Totale Vibonese              | Totale Vibonese              | Totale Vibonese              | 22         | 1          |                 | 1               | 0               |                    | -                  | -                  |             | -           | -           | 23     | 1      |
| Totale carriera              | Totale carriera              | Totale carriera              | 105        | 3          |                 | 8               | 0               |                    | -                  | -                  |             | -           | -           | 113    | 3      |

## Palmarès

### Nazionale
- Campionato sudamericano Under-20: 1

Argentina 2013